# Lisa Cordes
Lisa Cordes ist eine deutsche Klassische Philologin.

## Leben
Nach dem Studium (2004–2011) der Fächer Latein, Griechisch und Geschichte an der Universität Freiburg und der Universität Padua (1. Staatsexamen für das Lehramt an Gymnasien) war sie von 2015 bis 2019 an der LMU München wissenschaftliche Mitarbeiterin, zuletzt Akademische Rätin auf Zeit am Lehrstuhl für Lateinische Philologie der Antike. Nach der Promotion 2016 in Klassischer Philologie in München bei Therese Fuhrer und Jan Stenger war sie von 2019 bis 2023 Juniorprofessorin für Latinistik an Humboldt-Universität zu Berlin. Seit 2023 ist sie W3-Professorin für Klassische Philologie (Latinistik) an der Humboldt-Universität zu Berlin, nachdem sie ein Bleibeangebot angenommen hat. Rufe an die Universität Basel und die Universität Mainz lehnte sie ab.
Cordes’ Arbeits- und Forschungsschwerpunkte sind Konzeptionen von Fiktion, Figur und Autorschaft in der lateinischen Literatur, panegyrische Rhetorik, Herrscherlob und Herrscherkritik in der griechisch-römischen Antike (u. a. Neronische/Flavische Literatur, Panegyrici Latini, antike Biographie), Gender-Studies in den Altertumswissenschaften, Kultur- und Literaturtheorie (v. a. Diskursanalyse, Semiotik), senecanisches Drama und Digital Classics.

## Schriften (Auswahl)
- Kaiser und Tyrann. Die Kodierung und Umkodierung der Herrscherrepräsentation Neros und Domitians. De Gruyter, Berlin 2017, ISBN 3-11-054318-4.